# Mislinja
Mislinja (em alemão:  Mißling) é um município da Eslovênia. A sede do município fica na localidade de mesmo nome.